# Jacques-Barthélémy Marin
Pour les articles homonymes, voir Marin.
Jacques Barthélemy Marin, né le 24 août 1772 à Ville (Oise), mort le 24 mars 1848 dans la même ville, est un général français de la Révolution et de l’Empire.

## États de service
Il entre en service le 10 septembre 1792, dans le 5e bataillon de volontaires de l’Oise, il est élu sous-lieutenant le 11 octobre suivant. Il fait les guerres de 1792 à l’an VI, aux armées de Nord, de Sambre-et-Meuse, de l’Ouest et d’Italie. Il se signale à l’affaire de Marcinelle le 26 avril 1794, où il reçoit un coup de feu à la jambe droite.
Il est nommé lieutenant le 23 septembre 1795, et en mai 1798, il s’embarque à Toulon, avec l’armée d’Orient, pour la campagne d’Égypte et de Syrie. Il est promu capitaine le 5 juillet 1798, pour avoir été un des premiers à avoir pénétré dans la vieille enceinte de la ville d’Alexandrie. Lors du Siège de Jaffa, il s’empare le 6 mars 1799, d’une tour défendue par les Osmanlis, et le 15 mars, il est blessé d’un coup de feu à l’épaule droite à l’affaire de Korsoum. Pendant le Siège de Saint-Jean-d’Acre, lors d’une sortie faite par l’ennemi le 28 mars suivant, il culbute 300 soldats de Djezzar Pacha, à la tête de ses grenadiers, les poursuit jusque dans les fossés de la place, où il est blessé d’un coup de feu à la tête. Il est élevé au grade de chef de bataillon le 19 mai 1799, et il reçoit un coup de poignard au cou le 18 avril 1800, en enlevant un retranchement, lors de la reprise du Caire. Il se signale le 9 mai 1801 à Rahmanieh, où il est atteint par un coup de boulet au cou et à l’épaule.
De retour en France, après la capitulation d’Alexandrie, il est affecté avec son unité à Metz, où il tient garnison jusqu’en l’an XI. Le 22 décembre 1803, il est promu major du 16e régiment d’infanterie de ligne, et il est fait chevalier de la Légion d’honneur le 25 mars 1804. Il fait les campagnes de l’An XIII et de l’an XIV avec l’amiral Villeneuve, et celles de 1807 et de 1808, à la Grande Armée contre la Prusse et la Suède. Il est nommé colonel le 10 septembre 1807, commandant le 16e régiment d’infanterie de ligne, et en 1809, il prend part à la campagne d’Autriche. Il est fait officier de la Légion d’honneur le 6 mai 1809, et le 21 mai à la bataille d’Essling, il soutient les efforts réitérés de 12 000 Autrichiens, sans perdre un pouce de terrain, quoiqu’il n’a que 2 000 hommes à leur opposer. Cette belle défense dans le village de Gross-Aspern, lui vaut les félicitations de l’Empereur sur le champ de bataille. Blessé d’un coup de feu à la cuisse, pendant l’action, il doit être amputé. Napoléon pour le récompenser, le nomme général de brigade le 19 juin 1809, sous gouverneur des pages le 30 septembre, et le créé baron de l’Empire avec dotation le 3 décembre suivant.
Lors de la première restauration, le roi Louis XVIII, le fait chevalier de Saint-Louis le 19 juillet 1814, et commandeur de la Légion d’honneur le 23 août. Il est mis en non activité le 1er septembre suivant. Il est admis à la retraite le 15 novembre 1815, et il se retire dans son village natal.
Il meurt le 24 mars 1848 à Ville dans l’Oise.

## Décorations, titres, honneurs…
- Légion d'honneur
  - Chevalier de la Légion d'honneur le 25 mars 1804 ;
  - Officier de la Légion d'honneur le 6 mai 1809 ;
  - Commandeur de la Légion d'honneur le 23 août 1814
- Ordre royal et militaire de Saint-Louis
  - Chevalier de Saint-Louis le 19 juillet 1814.

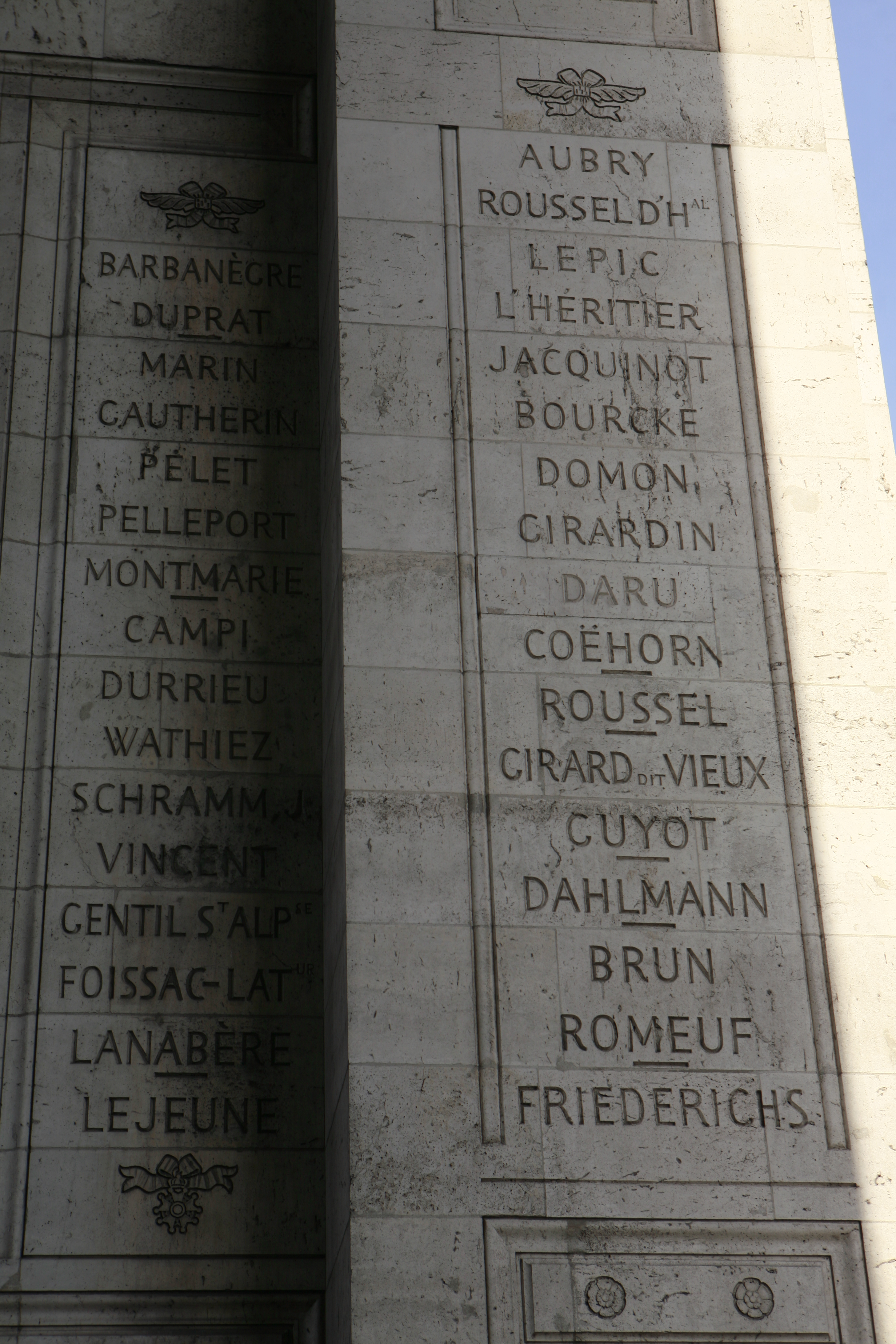
Noms gravés sous l'arc de triomphe de l'Étoile : pilier Est, 19e et.

- Baron d'Empire le 3 décembre 1809 (décret), le 15 juillet 1810 (lettres patentes).

- Son nom figure sous l'arc de triomphe de l'Étoile, 19e colonne.

## Armoiries
| Figure | Blasonnement |
|        | Armes du baron Jacques-Barthélémy Marin et de l'Empire Coupé : au I, parti : a) d’argent à la jambe coupée de sable –b) de gueules à l’épée haute d’argent (signe des barons militaires) ; au II, d’azur à la montagne d’or, surmontée d’un sautoir d’argent, adextré d’un poignard du même, montée d’or, et senestré d’un palmier du même. |

## Sources
- (en) « Generals Who Served in the French Army during the Period 1789 - 1814: Eberle to Exelmans »
- Thierry Pouliquen, « Les généraux français et étrangers ayant servis [sic] dans la Grande Armée » (consulté le 22 mai 2014)
- « La noblesse d’Empire » (consulté le 22 mai 2014)
- « Cote LH/1742/41 », base Léonore, ministère français de la Culture
- A. Lievyns, Jean Maurice Verdot, Pierre Bégat, Fastes de la Légion-d'honneur, biographie de tous les décorés accompagnée de l'histoire législative et réglementaire de l'ordre, volume 4, Bureau de l’administration, 1844, 640 p. (lire en ligne), p. 385.